# تاکاهارو، میازاکی
تاکاهارو، میازاکی (به لاتین: Takaharu, Miyazaki) یک منطقهٔ مسکونی در ژاپن است که در استان میازاکی واقع شده‌است. تاکاهارو ۹٬۸۸۷ نفر جمعیت دارد.